# Compsocryptus
Compsocryptus is een geslacht van insecten uit de orde vliesvleugeligen (Hymenoptera) en de familie Ichneumonidae.

## Soorten
- C. apicalis Townes, 1962
- C. aridus Townes, 1962
- C. buccatus (Cresson, 1872)
- C. calipterus (Say, 1835)
- C. crotchii (Cresson, 1879)
- C. fasciipennis (Brulle, 1846)
- C. fletcheri (Provancher, 1888)
- C. fuscofasciatus (Brulle, 1846)
- C. hugoi Kasparyan & Ruiz-Cancino, 2005
- C. jamiesoni Nolfo, 1982
- C. melanostigma (Brulle, 1846)
- C. orientalis Alayo & Tzankov, 1974
- C. pallens Townes, 1962
- C. purpuripennis (Cresson, 1879)
- C. resolutus (Cresson, 1879)
- C. stangei Porter, 1989
- C. texensis Townes, 1962
- C. tricinctus Townes, 1962
- C. turbatus (Cresson, 1879)
- C. unicolor Townes, 1962
- C. xanthostigma (Brulle, 1846)